# Plagiogramma paradoxa
Plagiogramma paradoxa är en skalbaggsart som beskrevs av Miłosz A. Mazur 1988. Plagiogramma paradoxa ingår i släktet Plagiogramma och familjen stumpbaggar. Inga underarter finns listade i Catalogue of Life.